# Marafada
A cerveja Marafada é uma marca de cerveja artesanal portuguesa produzida na Quinta dos avós (Algarve) desde 2015.

## História
A cerveja Marafada começou como um projeto de André Gonçalves e Ruben Pires que começaram a produzir cerveja caseira para consumo privado e que rapidamente passaram para a sua comercialização.
Atualmente tem quatro variedades de cerveja com produção contínua e frequentemente lançam edições especiais sazonais e/ou temporárias.
Desde 2015 que estes cervejeiros colaboram também com o Museu de Portimão na recriação de um dia na Pré-história nos monumentos megalíticos de Alcalar onde apresentam uma cerveja cuja receita tem por base as evidências arqueológicas.
Em 2017 lançaram a Orange Witbier na primeira edição do festival Silves, "Capital da Laranja". Esta cerveja, estilo witbier, tem como um dos seus ingredientes laranja de Silves, um dos produtos emblemáticos desta região.

## Cervejas de produção contínua
- Silves witbier;[3]
- Algarve Pale Ale;
- India Pale Ale;
- Stout.

## Edições especiais
- Dupla IPA;
- Tripla IPA;
- Strong Ale;
- Tuber Bock;[5]
- Bikini Sour;
- Roxana Banana Weissbier;
- Geirinhas Imperial Stout;
- Märzen;
- Baltiska Baltic Porter;
- Rocha Negra Irish Extra Stout;
- Pumpkin Ale.[6]